# Aumelas
Aumelas (prononcé [om(ə)las] ; en occitan : Aumelaç [awˈmelas], ou Aumelàs [awmeˈlas]) est une commune française située dans le centre du département de l'Hérault, en région Occitanie.
Exposée à un climat méditerranéen, elle est drainée par le Dardaillon, le ruisseau de Rouvièges, le ruisseau de Paravel et par divers autres petits cours d'eau. La commune possède un patrimoine naturel remarquable : deux sites Natura 2000 (la « montagne de la Moure et Causse d'Aumelas » et les « garrigues de la Moure et d'Aumelas ») et trois zones naturelles d'intérêt écologique, faunistique et floristique.
Aumelas est une commune rurale qui compte 582 habitants en 2022, après avoir connu une forte hausse de la population depuis 1975. Elle fait partie de l'aire d'attraction de Montpellier. Ses habitants sont appelés les Aumelais et Aumelaises.

## Géographie

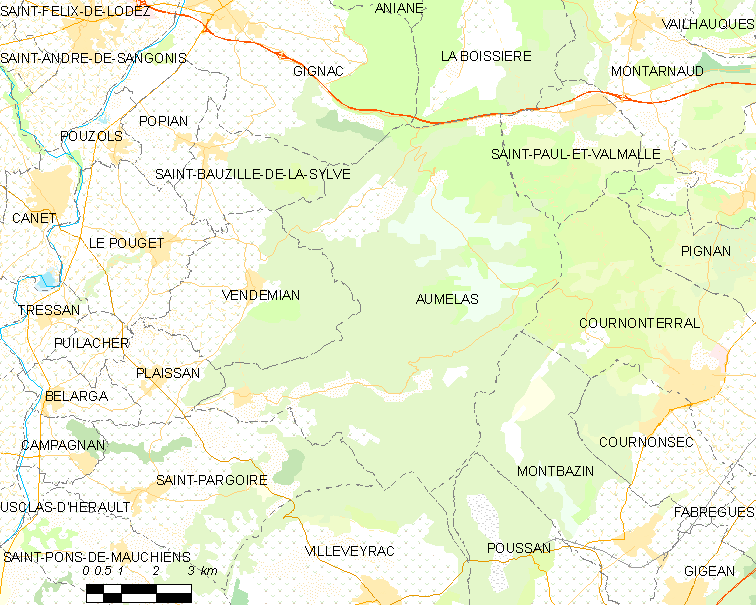
Carte du territoire communal.

La commune se situe à l'est de la limite entre l'arrondissement de Lodève et celui de Montpellier. Cette limite correspond à des reliefs séparant la plaine de l'Hérault et les plaines entourant Montpellier. Le territoire communal s'étend sur un plateau culminant à l'est à 349 mètres au Grand Puech et au sud à 304 mètres dans la montagne de la Mourre. Le plateau s'incline vers l'ouest en direction de la vallée de l'Hérault.
Ce territoire est composé dans sa majeure partie de bois et de garrigues maigres et la densité de population est très faible. Les habitants se concentrent dans deux hameaux : le Mas d'Arnaud, au nord, où se trouve la mairie et Cabrials, au sud-ouest. Quelques domaines agricoles sont dispersés dans le reste de la commune : Mas de Lunès, Mas Valoussière, Mas Barral, Mas Artémon…
Le plateau est entaillé de vallées qui permettent l'accès à la commune par deux routes départementales : la D 139 au nord, la D 114E au sud. La D 114 passe à l'est et permet de relier la commune à la route nationale 109 au nord et Cournonterral au sud où l'on peut rejoindre les villes de Montpellier et Sète.

### Communes limitrophes
| Gignac                                | La Boissière                | Saint-Paul-et-Valmalle   |
| Saint-Bauzille-de-la-Sylve, Vendemian | Aumelas                     | Cournonterral, Montbazin |
| Plaissan                              | Saint-Pargoire, Villeveyrac | Montbazin                |

### Géographie humaine
Ce territoire peu peuplé fait l'objet d'utilisations spécifiques :
- ouverture d'une chasse privée autour des propriétés isolées et boisées au sommet ;
- construction d'une centrale électrique éolienne au sud, près de la limite avec la commune de Villeveyrac, pour profiter du plateau dénudé ouvert aux vents ;
- pratique de la spéléologie, le plateau qui occupe la majeure partie du territoire de la commune étant très karstifié.

### Climat
Pour des articles plus généraux, voir Climat de l'Occitanie et Climat de l'Hérault.
En 2010, le climat de la commune est de type climat méditerranéen franc, selon une étude s'appuyant sur une série de données couvrant la période 1971-2000. En 2020, Météo-France publie une typologie des climats de la France métropolitaine dans laquelle la commune est exposée à un climat méditerranéen et est dans la région climatique Provence, Languedoc-Roussillon, caractérisée par une pluviométrie faible en été, un très bon ensoleillement (2 600 h/an), un été chaud (21,5 °C), un air très sec en été, sec en toutes saisons, des vents forts (fréquence de 40 à 50 % de vents > 5 m/s) et peu de brouillards.
Pour la période 1971-2000, la température annuelle moyenne est de 13,9 °C, avec une amplitude thermique annuelle de 15,8 °C. Le cumul annuel moyen de précipitations est de 837 mm, avec 6,9 jours de précipitations en janvier et 2,7 jours en juillet. Pour la période 1991-2020, la température moyenne annuelle observée sur la station météorologique la plus proche, située sur la commune de Saint-André-de-Sangonis à 9 km à vol d'oiseau, est de 15,5 °C et le cumul annuel moyen de précipitations est de 652,4 mm,. Pour l'avenir, les paramètres climatiques de la commune estimés pour 2050 selon différents scénarios d'émission de gaz à effet de serre sont consultables sur un site dédié publié par Météo-France en novembre 2022.

### Milieux naturels et biodiversité

#### Réseau Natura 2000

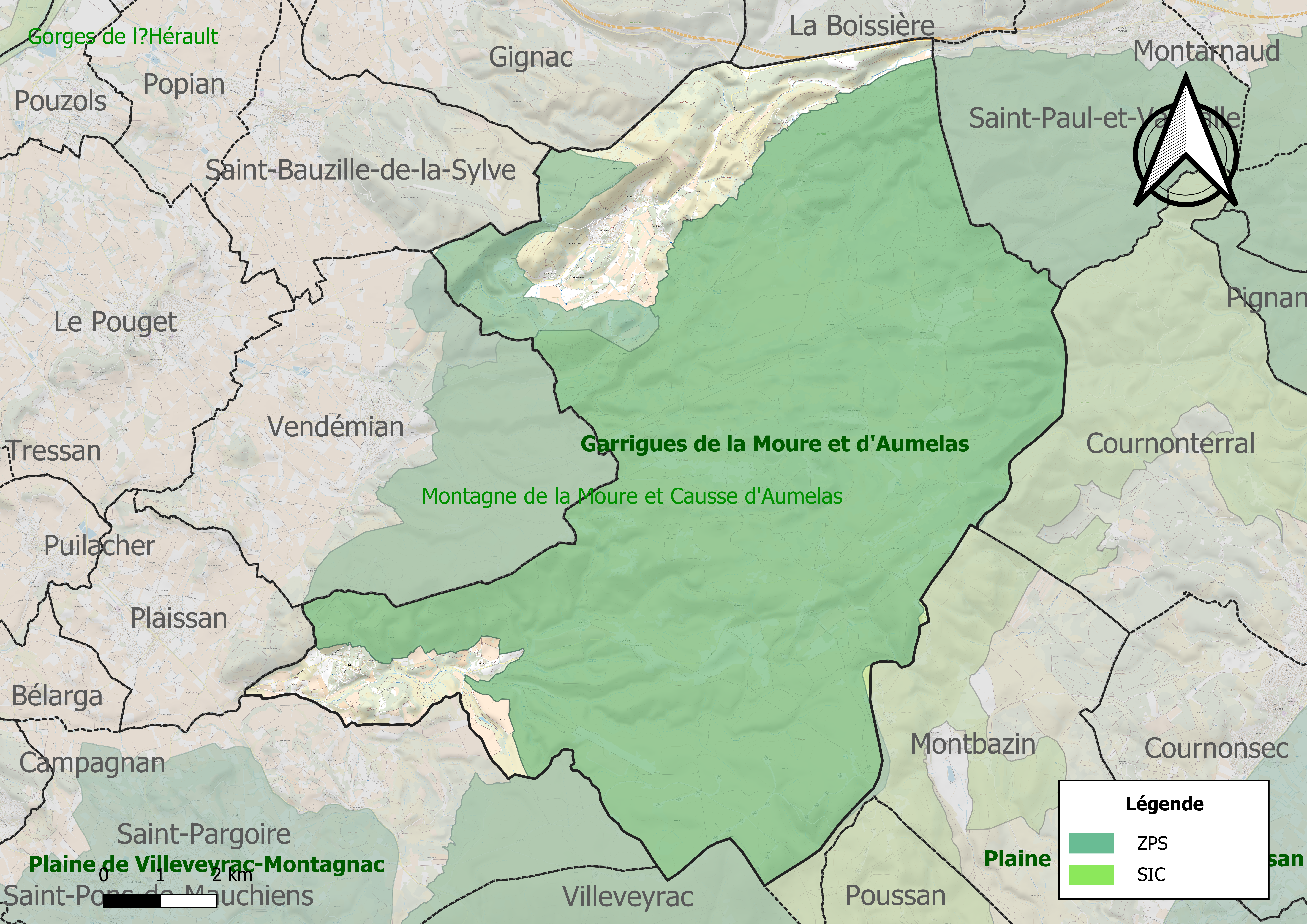
Site Natura 2000 sur le territoire communal.

Le réseau Natura 2000 est un réseau écologique européen de sites naturels d'intérêt écologique élaboré à partir des directives habitats et oiseaux, constitué de zones spéciales de conservation (ZSC) et de zones de protection spéciale (ZPS).
Un site Natura 2000 a été défini sur la commune au titre de la directive habitats :
- la « montagne de la Moure et Causse d'Aumelas », d'une superficie de 10 694 ha, présentant sur 20 % de son territoire un couvert de pelouses méditerranéennes à brachypode rameux (Brachypodium ramosum) bien entretenues grâce à une pratique pastorale encore très fréquente. Des landes, broussailles, recrus, maquis et garrigues et phrygana couvrent 45 %, et des forêts sempervirentes non-résineuses (chênaie verte et blanche avec de grands houx arborescents) pour 25 %. Sept espèces de chauve-souris, dont 3 d'intérêt communautaire, présentes sur le site[11]

et un au titre de la directive oiseaux : 
- les « garrigues de la Moure et d'Aumelas », d'une superficie de 9 015 ha, abritant un couple nicheur d'Aigles de Bonelli. Ce site est aussi important pour l'aigle royal, comme zone d'alimentation des individus erratiques et d'un couple nicheur à proximité[12].

#### Zones naturelles d'intérêt écologique, faunistique et floristique
L’inventaire des zones naturelles d'intérêt écologique, faunistique et floristique (ZNIEFF) a pour objectif de réaliser une couverture des zones les plus intéressantes sur le plan écologique, essentiellement dans la perspective d’améliorer la connaissance du patrimoine naturel national et de fournir aux différents décideurs un outil d’aide à la prise en compte de l’environnement dans l’aménagement du territoire.
Deux ZNIEFF de type 1 sont recensées sur la commune :
le « causse d'Aumelas occidental » (1 786 ha), couvrant 2 communes du département et 
le « causse d'Aumelas oriental » (1 596 ha), couvrant 3 communes du département
et une ZNIEFF de type 2, : 
le « causse d'Aumelas et montagne de la Moure » (16 237 ha), couvrant 16 communes du département.

Carte des ZNIEFF de type 1 et 2 à Aumelas.
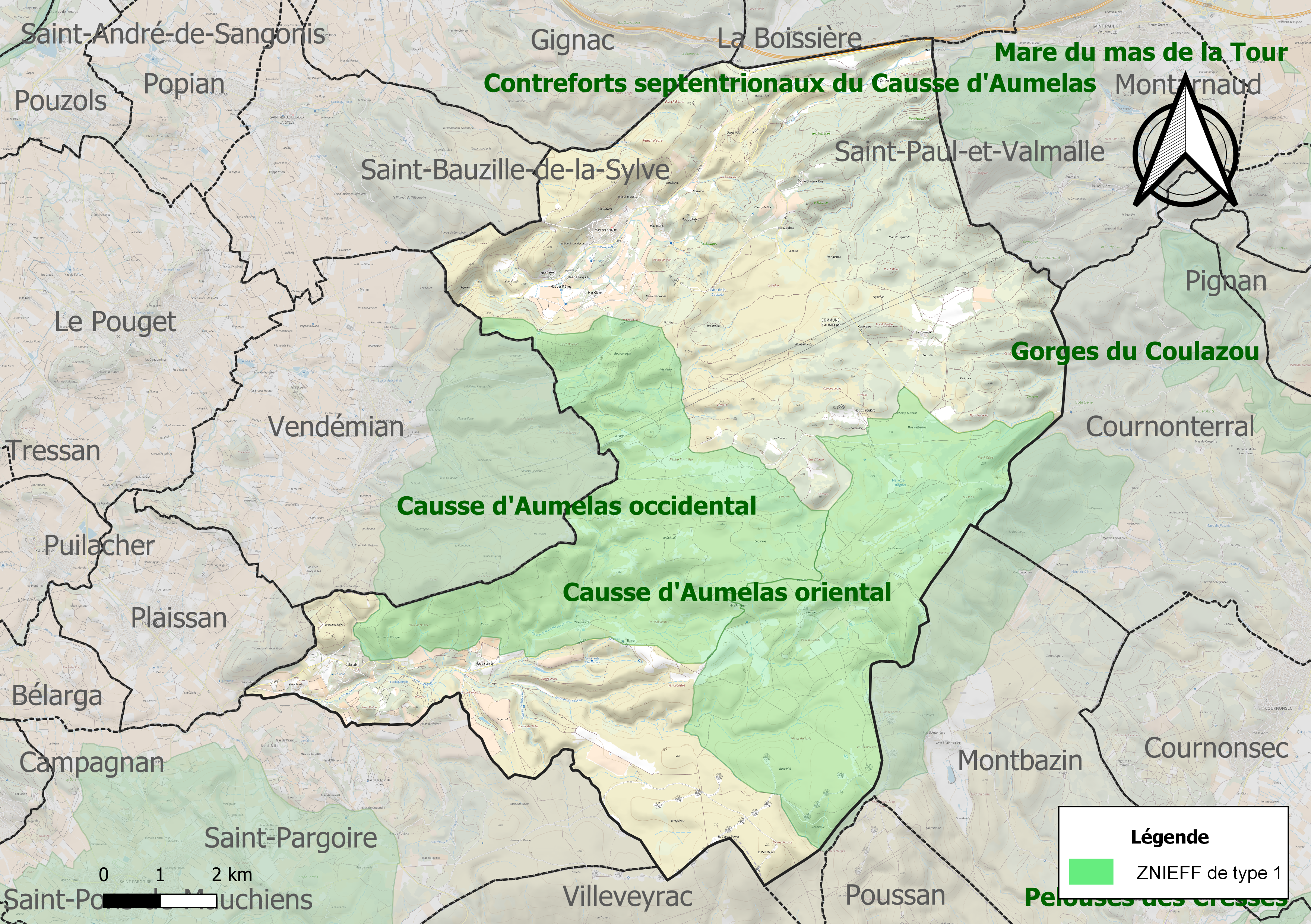
Carte des ZNIEFF de type 1 sur la commune.
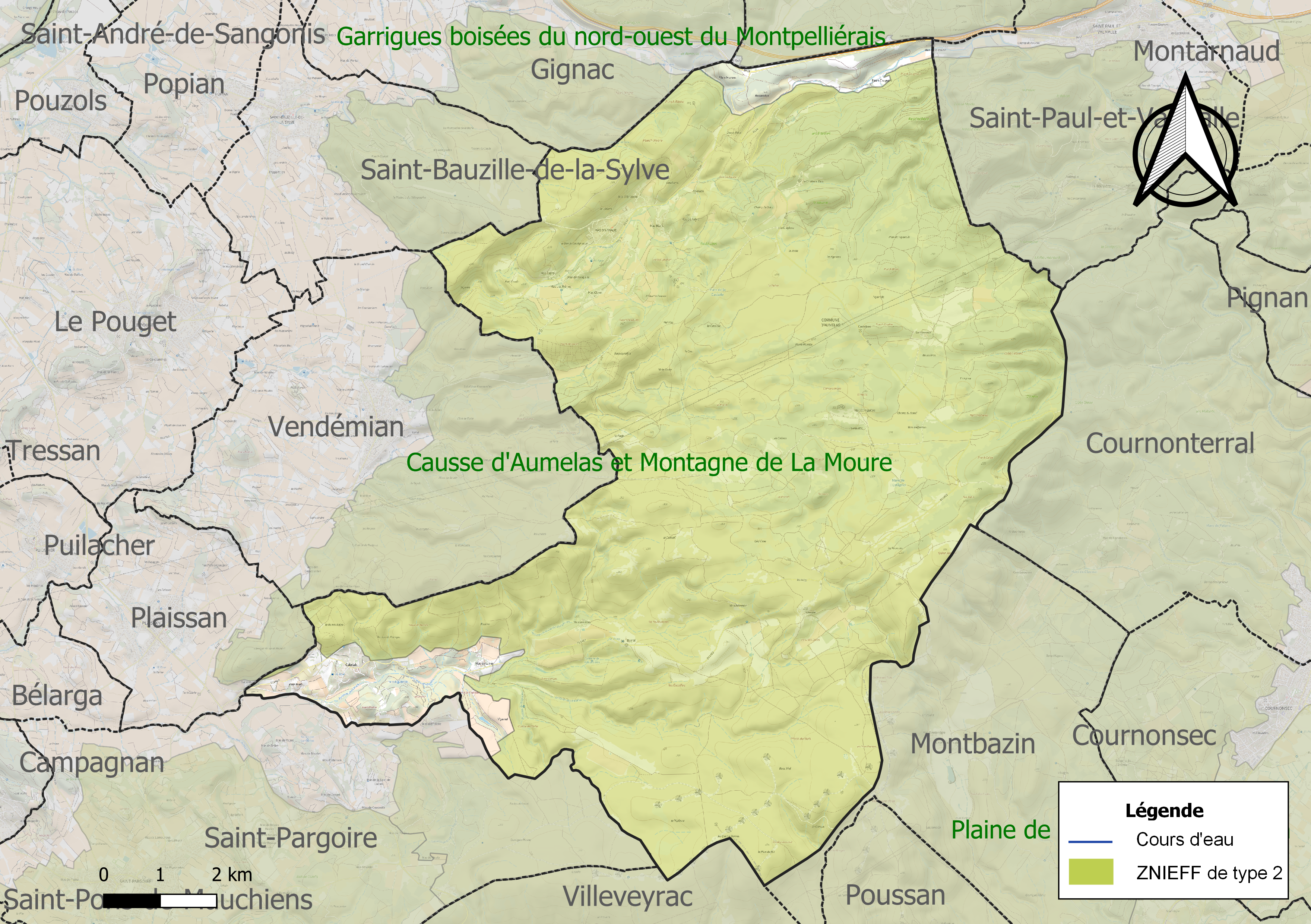
Carte de la ZNIEFF de type 2 sur la commune.

## Urbanisme

### Typologie
Au 1er janvier 2024, Aumelas est catégorisée commune rurale à habitat dispersé, selon la nouvelle grille communale de densité à sept niveaux définie par l'Insee en 2022.
Elle est située hors unité urbaine. Par ailleurs la commune fait partie de l'aire d'attraction de Montpellier, dont elle est une commune de la couronne,. Cette aire, qui regroupe 161 communes, est catégorisée dans les aires de 700 000 habitants ou plus (hors Paris),.

### Occupation des sols
L'occupation des sols de la commune, telle qu'elle ressort de la base de données européenne d’occupation biophysique des sols Corine Land Cover (CLC), est marquée par l'importance des forêts et milieux semi-naturels (88 % en 2018), en diminution par rapport à 1990 (89,2 %). La répartition détaillée en 2018 est la suivante : 
milieux à végétation arbustive et/ou herbacée (73,9 %), forêts (14,1 %), cultures permanentes (5,4 %), zones agricoles hétérogènes (5,2 %), zones urbanisées (1,1 %), zones industrielles ou commerciales et réseaux de communication (0,3 %). L'évolution de l’occupation des sols de la commune et de ses infrastructures peut être observée sur les différentes représentations cartographiques du territoire : la carte de Cassini (XVIIIe siècle), la carte d'état-major (1820-1866) et les cartes ou photos aériennes de l'IGN pour la période actuelle (1950 à aujourd'hui).

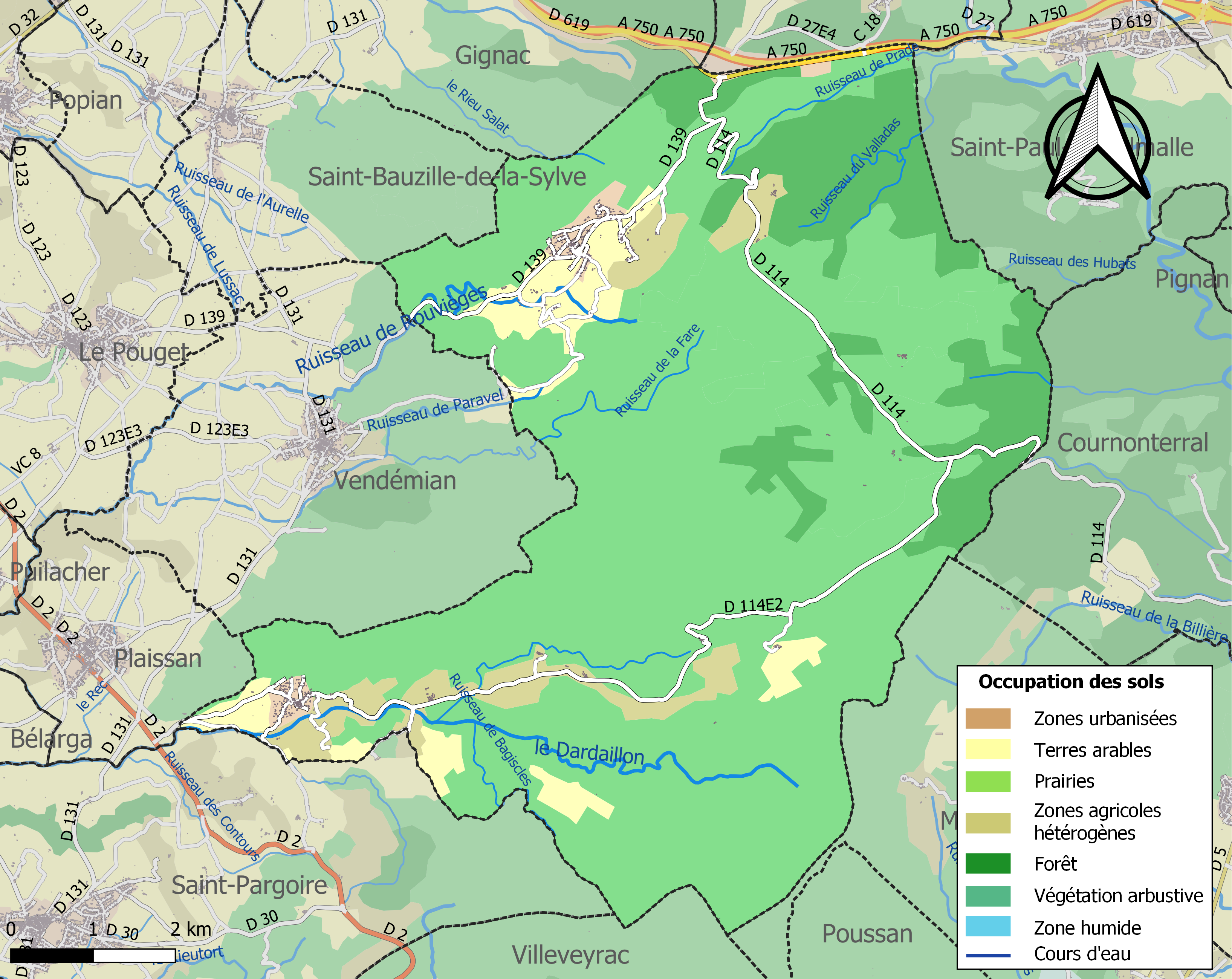
Carte des infrastructures et de l'occupation des sols de la commune en 2018 (CLC).

### Risques majeurs
Le territoire de la commune d'Aumelas est vulnérable à différents aléas naturels : météorologiques (tempête, orage, neige, grand froid, canicule ou sécheresse), feux de forêts et séisme (sismicité faible). Il est également exposé à un risque technologique,  le transport de matières dangereuses. Un site publié par le BRGM permet d'évaluer simplement et rapidement les risques d'un bien localisé soit par son adresse soit par le numéro de sa parcelle.

#### Risques naturels
Aumelas est exposée au risque de feu de forêt. Un plan départemental de protection des forêts contre les incendies (PDPFCI) a été approuvé en juin 2013 et court jusqu'en 2022, où il doit être renouvelé. Les mesures individuelles de prévention contre les incendies sont précisées par deux arrêtés préfectoraux et s’appliquent dans les zones exposées aux incendies de forêt et à moins de 200 mètres de celles-ci. L’arrêté du 25 avril 2002 réglemente l'emploi du feu en interdisant notamment d’apporter du feu, de fumer et de jeter des mégots de cigarette dans les espaces sensibles et sur les voies qui les traversent sous peine de sanctions. L'arrêté du 11 mars 2013 rend le débroussaillement obligatoire, incombant au propriétaire ou ayant droit,.

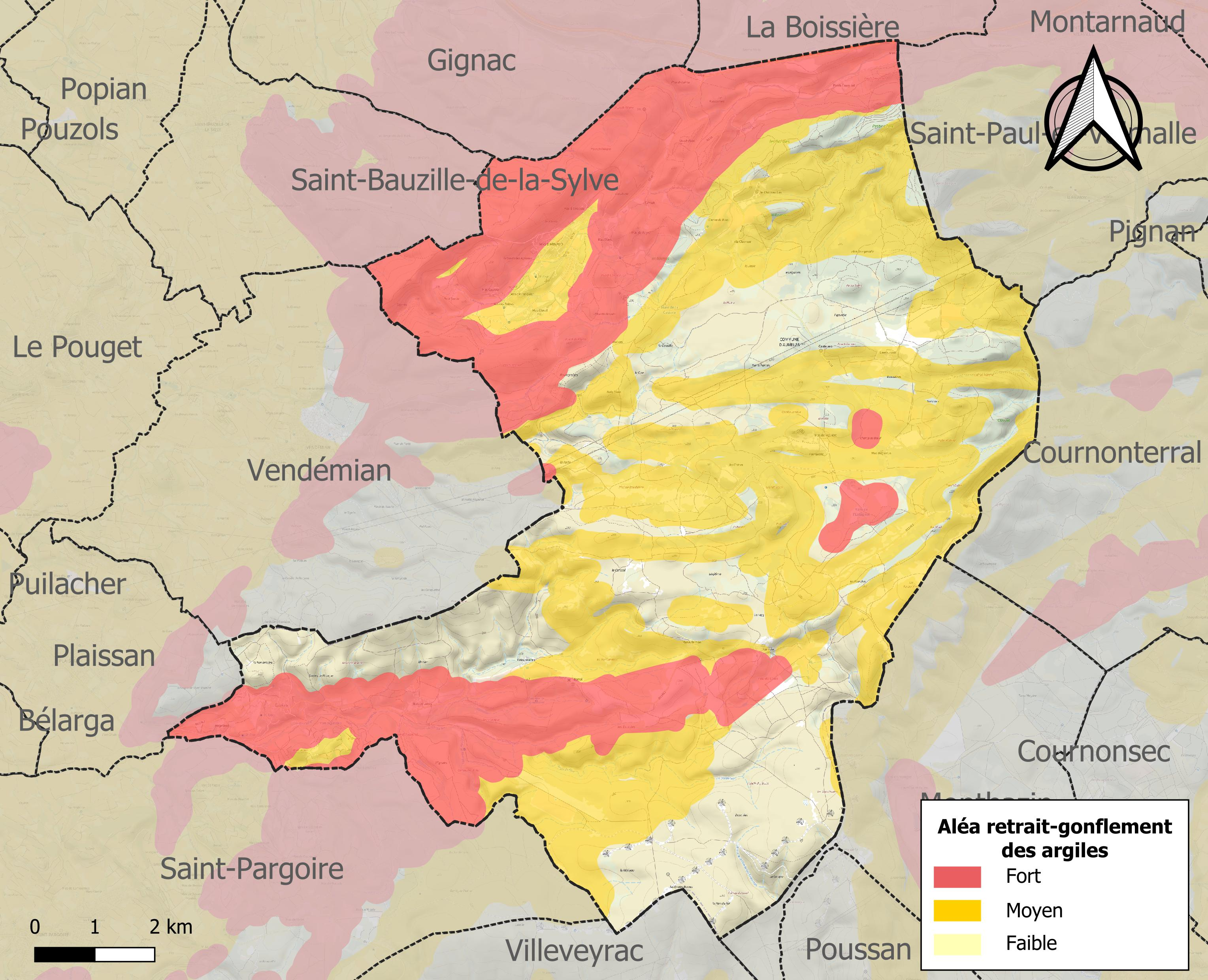
Carte des zones d'aléa retrait-gonflement des sols argileux d'Aumelas.

Le retrait-gonflement des sols argileux est susceptible d'engendrer des dommages importants aux bâtiments en cas d’alternance de périodes de sécheresse et de pluie. 71,3 % de la superficie communale est en aléa moyen ou fort (59,3 % au niveau départemental et 48,5 % au niveau national). Sur les 236 bâtiments dénombrés sur la commune en 2019, 232 sont en aléa moyen ou fort, soit 98 %, à comparer aux 85 % au niveau départemental et 54 % au niveau national. Une cartographie de l'exposition du territoire national au retrait gonflement des sols argileux est disponible sur le site du BRGM,.
Par ailleurs, afin de mieux appréhender le risque d’affaissement de terrain, l'inventaire national des cavités souterraines permet de localiser celles situées sur la commune.
La commune a été reconnue en état de catastrophe naturelle au titre des dommages causés par les inondations et coulées de boue survenues en 1982, 1994, 2002, 2003, 2005, 2014, 2016 et 2019. 

#### Risques technologiques
Le risque de transport de matières dangereuses sur la commune est lié à sa traversée par des infrastructures routières ou ferroviaires importantes ou la présence d'une canalisation de transport d'hydrocarbures. Un accident se produisant sur de telles infrastructures est susceptible d’avoir des effets graves sur les biens, les personnes ou l'environnement, selon la nature du matériau transporté. Des dispositions d’urbanisme peuvent être préconisées en conséquence.

## Toponymie
Le nom de la localité est attesté sous la forme latine Omelares Castellum en 1036, Emellaz en 1068, Omelaz en 1114, Omellaz en 1133.
En occitan, elle est citée sous différentes graphies : Omelaç en 1276, Omelas en 1287 et Aumelaç en 2009.
Homelas sur la Carte de Cassini.
Sens du toponyme : « lieu planté d'ormes ». L'étymologie proposée par Frank R. Hamlin est plus vraisemblable (dans la garrigue ne poussent pas des ormes) : domaine gallo-romain, surnom latin Homullus plus suffixe prélatin -atis.
En occitan, on trouve les graphies : Omelaç [o.me.'las], forme ancienne et Aumelaç [aw.me.'las], forme plus récente.

## Histoire
À l'époque gallo-romaine des grands domaines agricoles se sont installés sur le territoire de la commune actuelle, ce sont des villae. On connait l'existence de plusieurs d'entre-elles à partir du Xe siècle, par exemple la villa Sainton, la villa Caprelis et la villa de Cardonnet. Ces villae ont connu des évolutions diverses : un château et son village ont occupés l'emplacement de la villa Sainton, une chapelle (Saint-Martin-du-Cardonnet) a été construite à partir des thermes de la villa Cardonnet et le hameau de Cabrials est issu du regroupement des habitations autour de l'église du XIIe siècle sur le site de la villa Caprelis.
Les habitations installées autour du château se sont progressivement déplacées vers la vallée en contrebas, ce qui a conduit à l'abandon du village castral, puis de son faubourg au XXe siècle. Aujourd'hui les mas Arnaud, mas Blanc, mas de Coste, et mas Pasquier occupent le site.
Entre 1790 et 1794, Aumelas absorbe les communes de Cardonnet et Cabrials.

## Politique et administration
| Période   | Période                   | Identité             | Étiquette | Qualité                                 |
| --------- | ------------------------- | -------------------- | --------- | --------------------------------------- |
| 1944      | 1947                      | François Saintpierre |           | Président du Comité local de Libération |
| 1947      | 1989                      | Henri Cheule         |           |                                         |
| 1989      | mars 2008                 | Jean-Claude Poncé    | DVG       |                                         |
| mars 2008 | mai 2020                  | Michel Saintpierre   | SE        | Agriculteur                             |
| mai 2020  | En cours (au 27 mai 2020) | Ronny Poncé,         |           | Cadre commercial                        |

## Démographie

Plan par masse de culture (1805).

Les habitants sont appelés les Aumelassiens.
L'évolution du nombre d'habitants est connue à travers les recensements de la population effectués dans la commune depuis 1793. Pour les communes de moins de 10 000 habitants, une enquête de recensement portant sur toute la population est réalisée tous les cinq ans, les populations de référence des années intermédiaires étant quant à elles estimées par interpolation ou extrapolation. Pour la commune, le premier recensement exhaustif entrant dans le cadre du nouveau dispositif a été réalisé en 2004.

En 2022, la commune comptait 582 habitants, en évolution de +11,07 % par rapport à 2016 (Hérault : +7,49 %, France hors Mayotte : +2,11 %).
| 1793 | 1800 | 1806 | 1821 | 1831 | 1836 | 1841 | 1846 | 1851 |
| ---- | ---- | ---- | ---- | ---- | ---- | ---- | ---- | ---- |
| 240  | 145  | 290  | 315  | 274  | 284  | 281  | 263  | 281  |

| 1856 | 1861 | 1866 | 1872 | 1876 | 1881 | 1886 | 1891 | 1896 |
| ---- | ---- | ---- | ---- | ---- | ---- | ---- | ---- | ---- |
| 313  | 303  | 293  | 259  | 245  | 223  | 228  | 256  | 261  |

| 1901 | 1906 | 1911 | 1921 | 1926 | 1931 | 1936 | 1946 | 1954 |
| ---- | ---- | ---- | ---- | ---- | ---- | ---- | ---- | ---- |
| 252  | 225  | 259  | 257  | 279  | 261  | 219  | 199  | 218  |

| 1962 | 1968 | 1975 | 1982 | 1990 | 1999 | 2004 | 2006 | 2009 |
| ---- | ---- | ---- | ---- | ---- | ---- | ---- | ---- | ---- |
| 210  | 225  | 191  | 245  | 332  | 378  | 429  | 449  | 479  |

| 2014 | 2019 | 2022 | - | - | - | - | - | - |
| ---- | ---- | ---- | - | - | - | - | - | - |
| 510  | 531  | 582  | - | - | - | - | - | - |

## Économie

### Revenus
En 2018  (données Insee publiées en septembre 2021), la commune compte 221 ménages fiscaux, regroupant 530 personnes. La médiane du revenu disponible par unité de consommation est de 22 290 € (20 330 € dans le département).

### Emploi
|                | 2008   | 2013   | 2018   |
| -------------- | ------ | ------ | ------ |
| Commune        | 7,9 %  | 6,5 %  | 10,2 % |
| Département    | 10,1 % | 11,9 % | 12 %   |
| France entière | 8,3 %  | 10 %   | 10 %   |

En 2018, la population âgée de 15 à 64 ans s'élève à 333 personnes, parmi lesquelles on compte 80,8 % d'actifs (70,7 % ayant un emploi et 10,2 % de chômeurs) et 19,2 % d'inactifs,. En  2018, le taux de chômage communal (au sens du recensement) des 15-64 ans est inférieur à celui du département, mais supérieur à celui de la France, alors qu'en 2008 il était inférieur à celui de la France.
La commune fait partie de la couronne de l'aire d'attraction de Montpellier, du fait qu'au moins 15 % des actifs travaillent dans le pôle,. Elle compte 67 emplois en 2018, contre 77 en 2013 et 51 en 2008. Le nombre d'actifs ayant un emploi résidant dans la commune est de 240, soit un indicateur de concentration d'emploi de 28,1 % et un taux d'activité parmi les 15 ans ou plus de 62,2 %.
Sur ces 240 actifs de 15 ans ou plus ayant un emploi, 46 travaillent dans la commune, soit 19 % des habitants. Pour se rendre au travail, 88,4 % des habitants utilisent un véhicule personnel ou de fonction à quatre roues, 2,9 % les transports en commun, 2 % s'y rendent en deux-roues, à vélo ou à pied et 6,6 % n'ont pas besoin de transport (travail au domicile).

### Activités hors agriculture

#### Secteurs d'activités
52 établissements sont implantés  à Aumelas au 31 décembre 2019. Le tableau ci-dessous en détaille le nombre par secteur d'activité et compare les ratios avec ceux du département,.
| Secteur d'activité                                                                                        | Commune | Commune | Département |
| Secteur d'activité                                                                                        | Nombre  | %       | %           |
| --- | ------- | ------- | ----------- |
| Ensemble                                                                                                  | 52      |         |             |
| Industrie manufacturière, industries extractives et autres                                                | 4       | 7,7 %   | (6,7 %)     |
| Construction                                                                                              | 11      | 21,2 %  | (14,1 %)    |
| Commerce de gros et de détail, transports, hébergement et restauration                                    | 11      | 21,2 %  | (28 %)      |
| Information et communication                                                                              | 2       | 3,8 %   | (3,3 %)     |
| Activités immobilières                                                                                    | 3       | 5,8 %   | (5,3 %)     |
| Activités spécialisées, scientifiques et techniques et activités de services administratifs et de soutien | 13      | 25 %    | (17,1 %)    |
| Administration publique, enseignement, santé humaine et action sociale                                    | 3       | 5,8 %   | (14,2 %)    |
| Autres activités de services                                                                              | 5       | 9,6 %   | (8,1 %)     |

Le secteur des activités spécialisées, scientifiques et techniques et des activités de services administratifs et de soutien est prépondérant sur la commune puisqu'il représente 25 % du nombre total d'établissements de la commune (13 sur les 52 entreprises implantées  à Aumelas), contre 17,1 % au niveau départemental.

#### Entreprises et commerces
L'entreprise ayant son siège social sur le territoire communal qui génère le plus de chiffre d'affaires en 2020 est : 
- Ste Exploitation Mas De Lunes, culture de la vigne (358 k€)

### Agriculture
La commune est dans les Garrigues, une petite région agricole occupant une partie du centre et du nord-est du département de l'Hérault. En 2020, l'orientation technico-économique de l'agriculture  sur la commune est la viticulture.
|               | 1988  | 2000  | 2010 | 2020  |
| ------------- | ----- | ----- | ---- | ----- |
| Exploitations | 41    | 26    | 21   | 23    |
| SAU (ha)      | 1 686 | 2 340 | nd   | 1 506 |

Le nombre d'exploitations agricoles en activité et ayant leur siège dans la commune est passé de 41 lors du recensement agricole de 1988  à 26 en 2000 puis à 21 en 2010 et enfin à 23 en 2020, soit une baisse de 44 % en 32 ans. Le même mouvement est observé à l'échelle du département qui a perdu pendant cette période 67 % de ses exploitations,. La surface agricole utilisée sur la commune a également diminué, passant de 1686 ha en 1988 à 1506 ha en 2020. Parallèlement la surface agricole utilisée moyenne par exploitation a augmenté, passant de 41 à 65 ha.

## Culture locale et patrimoine

### Lieux et monuments
- Château d'Aumelas, fief des Guilhems de Montpellier.
- Château-Bas d'Aumelas
- Chapelle Saint-Martin-du-Cardonnet. L'édifice a été classé au titre des monuments historiques en 1989[42].
- Chapelle Saint-Sauveur d'Aumelas.
- Église de l'Assomption de Mas d'Arnaud.
- Église Saint-Pierre-Saint-Paul de Cabrials.
- Le Prieuré et l’église Saint-Étienne de Prunet[43],[44].

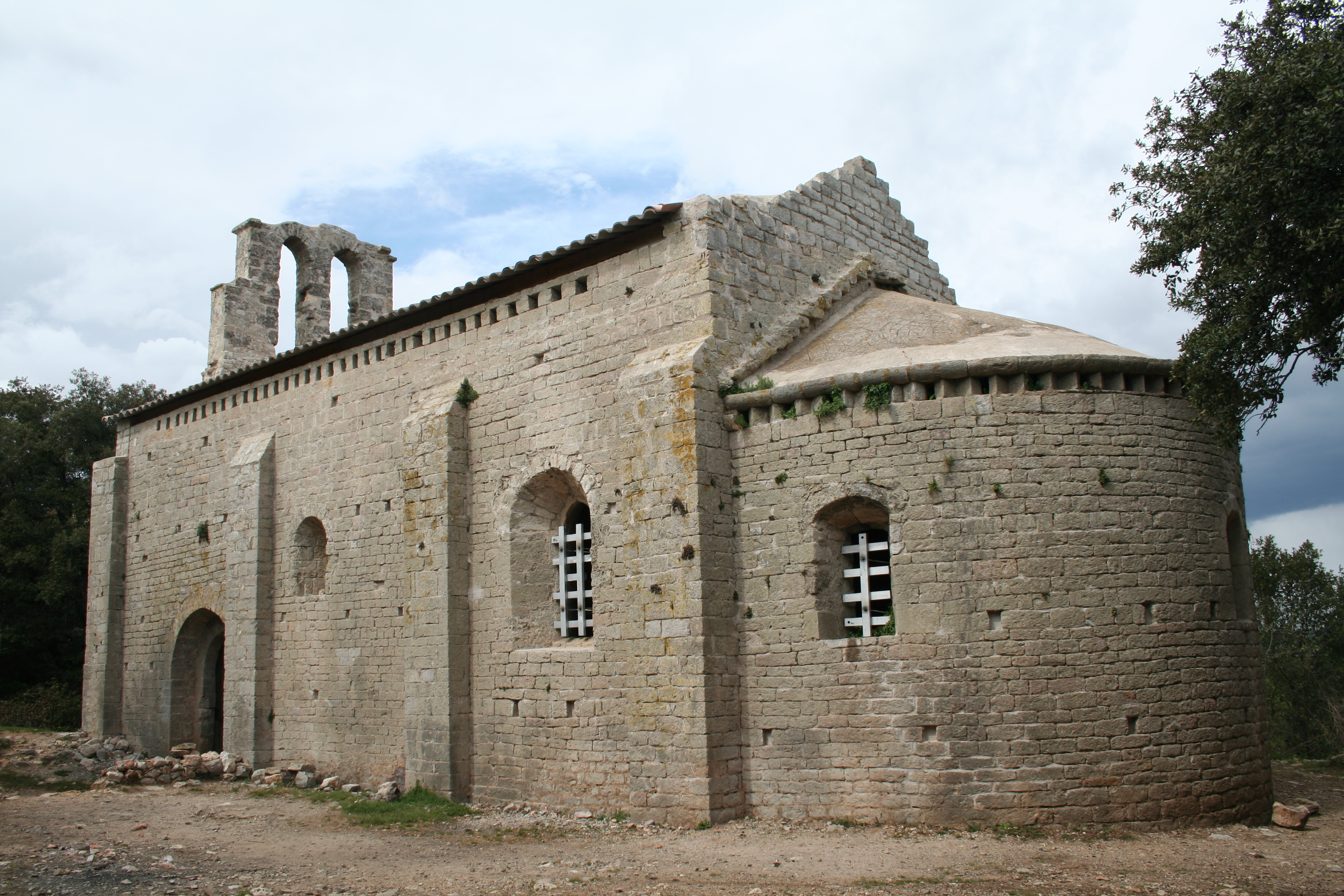
Chapelle Saint-Martin-du-Cardonnet
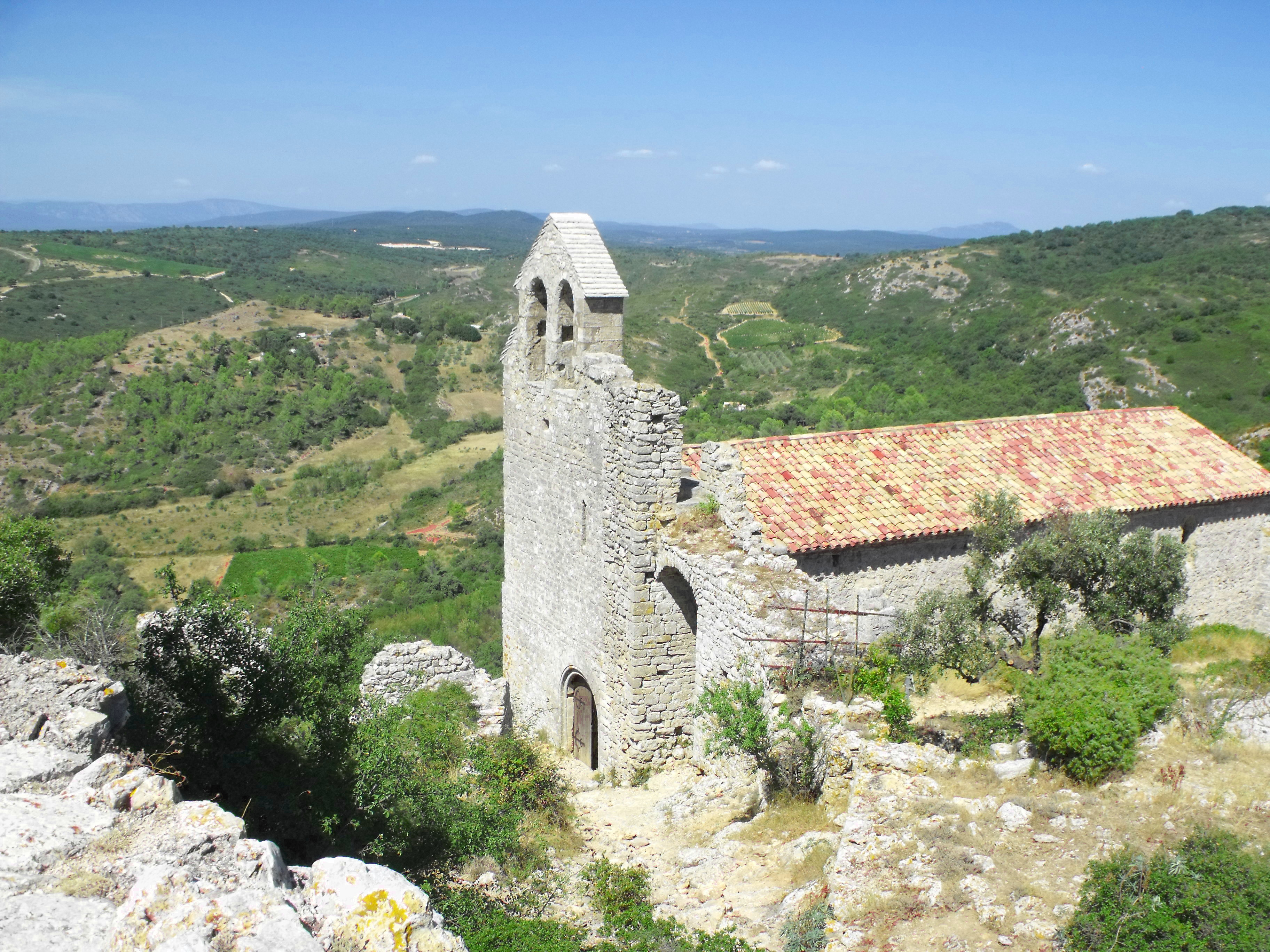
Chapelle Saint-Sauveur au château d'Aumelas
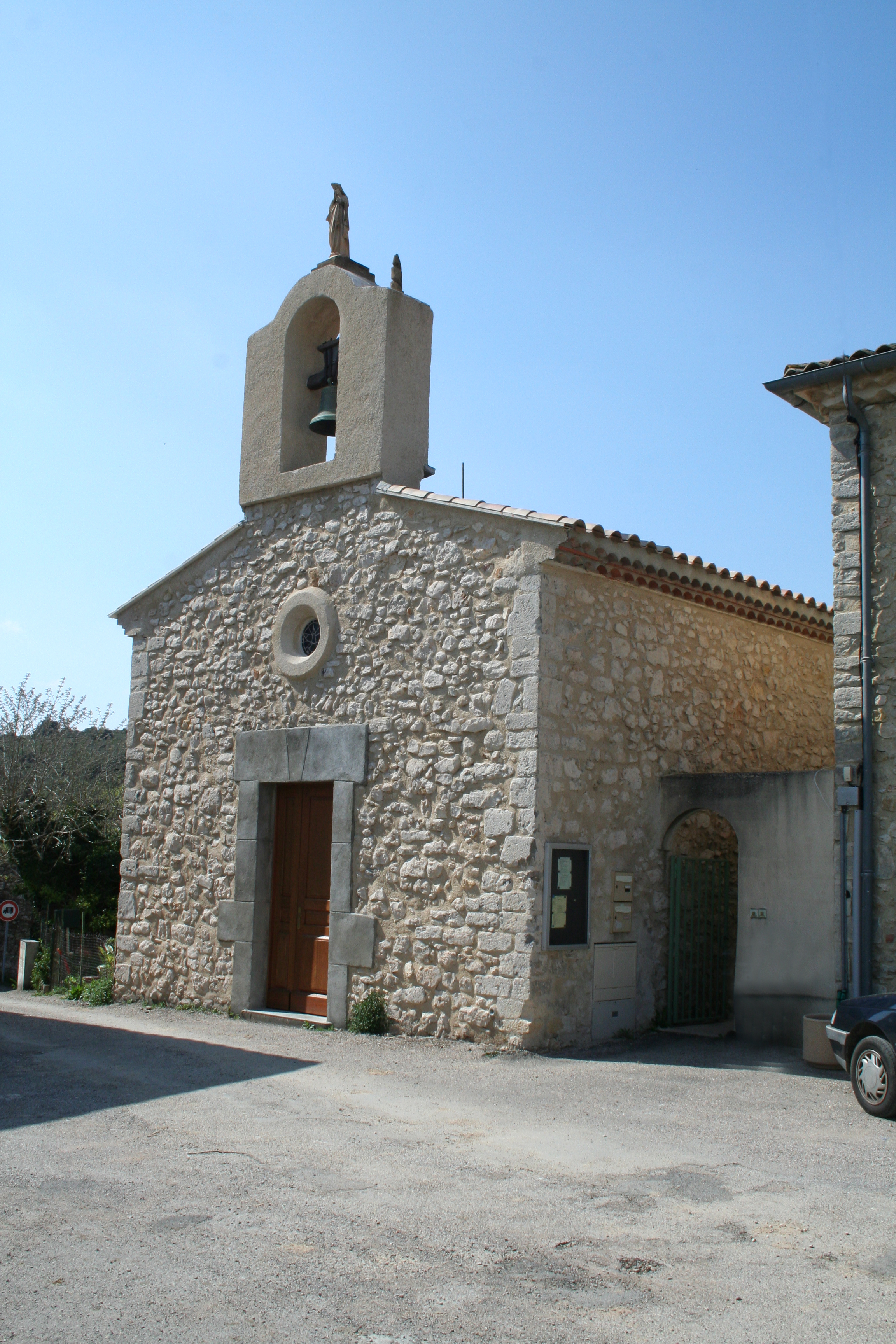
Église de l'Assomption de Mas d'Arnaud
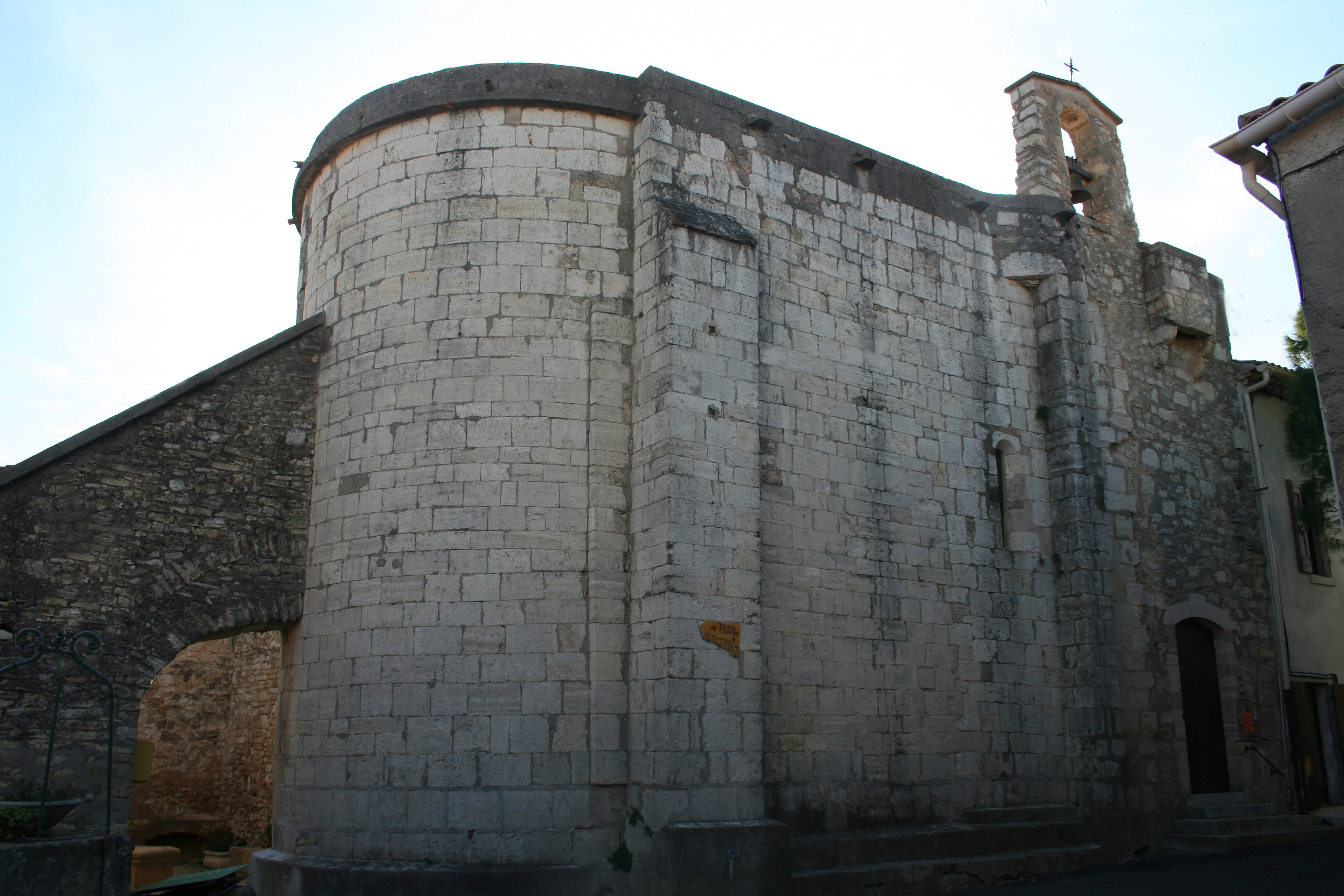
Église Saint-Pierre-Saint-Paul de Cabrials

- Site paléontologique du lutétien terminal d'Aumelas (anciennement protégé par une réserve naturelle volontaire)

### Héraldique
|  | Les armoiries de Aumelas se blasonnent ainsi : « D’or au pairle losangé d'or et de sinople ». |